# فضيحة مكتب البريد البريطاني

فضيحة مكتب البريد البريطاني

تُعرف فضيحة مكتب البريد البريطاني بأنها إجهاض للعدالة تنطوي على محاكمات مدنية وجنائية خاطئة لعدد غير معروف أو غير منشور من موظفي البريد الفرعي (SPMs) بسبب السرقة و/أو المحاسبة الزائفة و/أو الاحتيال. تشكل هذه القضايا أكثر حالات إجهاض للعدالة انتشارًا في التاريخ القانوني البريطاني، وتمتد لفترة تزيد عن عشرين عامًا ولا تزال دون حل.
بعد أن نجح بعض المدانين في رفع دعوى قضائية ضد مكتب البريد، أعلِنت 555 إدانة غير آمنة جرى الحصول عليها بنحو غير قانوني. بحلول عام 2022 حُدِّدت 736 دعوى قضائية، وألغِيَت 81 إدانة ومن المتوقع إلغاء المزيد. لم تجرِ جدولة أو نشر عدد المتضررين من أنواع الانتهاكات الأخرى من قبل مكتب البريد، والأضرار، وخرق العقد، والإكراه، وما إلى ذلك. أدت الملاحقات القضائية والدعاوى المدنية والابتزاز إلى إدانات جنائية واعترافات كاذبة وسجن وتشهير وفقدان لقمة العيش والإفلاس والطلاق والانتحار.
في عام 1996، بدأ العمل على نظام محاسبة كمبيوتر يسمى هورايزون لصالح شركة مكتب البريد التي يملكها القطاع العام. بحلول عام 1999، كانت «الدولية للكمبيوتر المحدودة» (ICL) جزءًا من فوجيتسو. في عام 1999، بدأت المشكلات مع مقدمة هورايزون، التي كشفت خطأً عن وجود تناقضات مالية في العديد من فروع مكاتب البريد. وصف تقرير «محاسبون جنائيون» لعام 2014 نظام هورايزون للكمبيوتر بأنه غير مناسب للغرض، في حين ذكر مكتب البريد أنه «لا يوجد أي دليل على الإطلاق على أية مشكلات منهجية في نظام الكمبيوتر». أنهى مكتب البريد المراجعة الأولية للشكاوى وخطة الوساطة في 2015، ونشر تقريرًا يبرئ نفسه من ارتكاب أية مخالفات.
مكتب البريد لديه مساهم واحد:الحكومة البريطانية. في البداية رفضت الحكومة دفع أي تعويض، وصرح كل من مكتب البريد والحكومة مرارًا وتكرارًا أن الأموال الممنوحة عندما رفعت SPM دعوى قضائية ضد مكتب البريد كانت تسوية كاملة ونهائية. بعد مناشدات من قبل النواب في عام 2021، وعدت الحكومة بتعويضات مالية لضحايا الفضيحة، إذ لم يكن لدى مكتب البريد نفسه موارد كافية.
أنشأ مكتب البريد مخطط عجز تاريخي منفصلًا استمر في جذب أكثر من 2400 مطالبة. استبعد المخطط 555 SPMs الذين رفعوا دعوى قضائية ضد مكتب البريد بنجاح. اعتبارًا من فبراير 2022، لم يوجد التزام بتعويض 555 SPMs. في 22 مارس 2022، أطلق مخطط حكومي لتعويض 555 SPMs بمستوى التعويض نفسه، مثل SPM الآخرين.
في عام 2020، بدأت الحكومة تحقيقًا مستقلًا بقيادة القاضي المتقاعد وين ويليامز. بعد جلستي استماع أولية، حُوِّل إلى تحقيق عام في يونيو 2021. في نوفمبر عقدت «قائمة قضايا الاستماع» الأولية. وفي فبراير 2022، بدأت سلسلة من جلسات الاستماع للتأثير البشري للتحقق من: هل كان مكتب البريد ومورد البرمجيات فوجيتسو على علم بالأخطاء في نظام تكنولوجيا المعلومات، مما أدى إلى إدانات جنائية وإجراءات مدنية ضد الموظفين، التي ألغُيَت لاحقًا؟ يأمل التحقيق أن يكتمل بحلول خريف 2022.

## ملخص
في عام 1999، قدم مكتب بريد المملكة المتحدة -وهو جزء من البريد الملكي - نظام هورايزون للكمبيوتر، الذي طورته شركة فوجيتسو اليابانية. من فبراير 2003 إلى 2010، وكان البريد الملكي تحت قيادة آدم كروزير، الرئيس التنفيذي. في 1 أبريل 2012 أصبحت مجموعة شركات مكتب البريد المحدودة مستقلة عن البريد الملكي، وأعيد تنظيمها لتصبح شركة تابعة لمجموعة البريد الملكي مع إدارة منفصلة ومجلس إدارة.
بحلول عام 2013، استُخدم هورايزون من قبل ما لا يقل عن 11500 فرعًا، وكان يعالج نحو ستة ملايين معاملة يوميًا. منذ عام 1999، بدأ مسؤولو البريد الفرعي (SPMs) في الإبلاغ عن التناقضات والخسائر غير المبررة. أكد مكتب البريد أن هورايزون كان قويًا وأن أيًا من التناقضات لم يكن بسبب هورايزون. جرت مقاضاة بعض مديري البريد الفرعي غير الراغبين في (أو غير القادرين على) إصلاح النقص من قبل مكتب البريد بتهمة السرقة والمحاسبة الزائفة والاحتيال.
بين عامي 1991 و2015، حدثت 918 محاكمة ناجحة. كانت هذه محاكمات خاصة إلى حد كبير من قبل مكتب البريد اعتمادًا على أدلة تكنولوجيا المعلومات وحدها، دون دليل على النية الجنائية. حدثت محاكمات عامة أيضًا في إسكتلندا وإيرلندا الشمالية ومحكمة التاج. تم إقناع بعض SPMs من قبل محاميهم بالاعتراف بالذنب في المحاسبة الكاذبة، عند إخبارهم بأن مكتب البريد سوف يسقط تهم السرقة. فور أن تكون لدى مكتب البريد إدانة جنائية، فإنه سيحاول تأمين أمر قانون عائدات الجريمة ضد مدانى مكاتب البريد الفرعية، مما يسمح له بمصادرة أصولهم وإفلاسهم. وبحسب تقارير صحفية، تسببت هذه التصرفات من قبل مكتب البريد في فقدان عشرات الوظائف والإفلاس والطلاق وعقوبات سجن غير مبررة وانتحار واحد.
في عام 2019، وجد الحكم الابتدائي لمشكلات هورايزون في دعوى مجموعة بيتس وآخرون ضد مكتب البريد في المحكمة العليا أن أخطاء البرامج وعيوبها كانت موجودة بالفعل، وأنه كان من الممكن أن تتسبب في تناقضات أو نقص واضح في حسابات الفروع أو المعاملات، لتقويض موثوقية هورايزون بدقة لمعالجة وتسجيل المعاملات، ووجد السيد فريزر أن هذا حدث في مناسبات عديدة.
في سبتمبر 2020، أعلن مكتب البريد أنه لن يعارض 44 استئنافًا لمديري البريد ضد الإدانة، ولكنه عارض بلا جدوى استئنافهم ضد الملاحقة القضائية غير الصحيحة. في ديسمبر/كانون الأول 2020 ألغيت ست إدانات قضائية موجزة، وفي أبريل 2021، ألغت محكمة الاستئناف 39 إدانة أخرى. توصلت المحكمة إلى نتيجة نادرة مفادها أن مكتب البريد قد تصرف بطريقة تقوض نزاهة نظام العدالة الجنائية وثقة الجمهور فيه. وتبين أن الملاحقات القضائية تعد بمثابة انتهاك للعملية وإهانة لضمير المحكمة. انطلاقًا من هذا الاكتشاف النادر نسبيًا، جرت تبرئة المستأنفين تمامًا.
في أبريل 2021، أعلن الرئيس التنفيذي لمكتب البريد نيك ريد أنه سيجري استبدال نظام هورايزون بنظام تكنولوجيا معلومات جديد قائم على السحابة.